# Persea haenkeana
Persea haenkeana är en lagerväxtart som beskrevs av Carl Christian Mez. Persea haenkeana ingår i släktet avokador, och familjen lagerväxter. Inga underarter finns listade i Catalogue of Life.